# 苏科-莱维措
苏科-莱维措（德語：Sukow-Levitzow）是德国梅克伦堡-前波美拉尼亚州的一个市镇。总面积20.23平方公里，总人口470人，其中男性240人，女性230人（2011年12月31日），人口密度23人/平方公里。